# Aleksandr Doebjago
Aleksandr Dmitrijevitsj Doebjago (Russisch: Александр Дмитриевич Дубяго) (Kazan, 5 december 1903 - Kazan, 29 oktober 1959) was een Sovjet-astronoom en expert in astrofysica.
Hij ontdekte twee kometen waaronder C/1921 H1 Dubiago en C/1923 T1 Dubiago-Bernard.
Hij werd bekroond met de Donohoe komeet-medaille 98.
De krater Dubyago is naar hem en zijn vader Dmitri Doebjago, genoemd..
- Gemeinsame Normdatei: 1097633853
- Virtual International Authority File: 262204281
- WorldCat: E39PBJyrQftRtTM8PPGPyP4KBP